# Étienne Duvieusart
Étienne Duvieusart, né le 9 août 1935 à Charleroi, est un homme politique belge, député, sénateur et militant wallon.

## Biographie
Etienne Duvieusart est le fils de Jean Duvieusart, avocat, Premier ministre belge et président du Parlement européen et de Marie-Thérèse Boval. Il se marie avec Alix Van der Meerschen en 1962.
Il fait des études de droit aux Facultés universitaires Notre-Dame de la Paix à Namur et est diplômé docteur en droit de cette université. Il poursuit avec des études d'économie à l'Université catholique de Louvain ainsi qu'à l'Université rhénane Frédéric-Guillaume de Bonn.
Après ses études, Il devient avocat au barreau de Charleroi en 1960. 
Il regrette la Grève générale de l'hiver 1960-1961 qui nuit à l'image de la Wallonie et qui menace son économie. Il n'adhère pas au Mouvement populaire wallon dont il estime qu'il a profité de l'action wallonne. Il s'engage d'abord au PSC, de 1962 à 1964 mais vote en 1965 pour la liste wallonne emmenée par Robert Moreau. Il occupe la dernière place de la liste du Rassemblement wallon pour la Chambre des représentants de Belgique et n'est pas élu. Au Congrès du RW de mars 1969, il déclare que « l'ouvrier de Charleroi a une sérieuse créance sur la prospérité de la Belgique pour laquelle il a travaillé mais de laquelle il a si peu reçu » 
Il est élu député de Charleroi en mars 1974. Il met en cause les crédits parallèles de l'État central octroyés à la Wallonie en fonction des dépenses de Zeebruges, estimant que cette politique se fait au détriment de la Wallonie. Il poursuivra ces travaux estimant que la Flandre s'octroie la part du lion dans les dépenses des pouvoirs publics dans les économies régionales et rejoint à cet égard certaines analyses de Michel Quévit.
Il sera sénateur de 1977 à 1979, membre de la Commission du commerce extérieur. S'il n'a pas soutenu le tournant à gauche imprimé au RW par Paul-Henry Gendebien en 1976, il demeure cependant au sein de ce parti contrairement à un autre Carolorégien Étienne Knoops. En 1978, il se prononce pour l'indépendance de la Wallonie, notamment parce que les accords du Pacte d'Egmont en 1977 ont été torpillés par Léo Tindemans, le Premier ministre et une partie de son parti. Il fonde alors le Front pour l'indépendance de la Wallonie.
Il participe ensuite à une série de tractations pour réunir les diverses dissidences du Rassemblement wallon et se présente, dans ce contexte, avec Paul-Henry Gendebien aux élections européenne de 1984 mais c'est un échec : José Happart qui se présente sur les listes du Parti socialiste (comme apparenté), absorbe les voix wallonnes et recueille 234 996 voix de préférence. De même Duvieusart ne suivra pas José Happart quand celui-ci adhère clairement au PS en 1984.